# Megacles (archon eponymos)
Megacles (I)  (ook wel Megakles) is de eerste historisch bekende persoon van de Alkmaioniden-familie (ook wel Alcmaeoniden). Megacles leefde in de 7e eeuw v.Chr. te Athene, en had er de rol van archon eponymos.

## Leven

### Datering & bronnen
Over de precieze datum van zijn archontschap bestaat enige discussie (mogelijk: 636-635, 632-631, 628-627 en 624-623), al worden de jaren 632-631 als meest aannemelijk beschouwd. In teksten van Herodotos, Plutarchus en Thucydides vinden we een verwijzing naar Megacles (I), en dan vooral naar zijn rol in het neerslaan van de Kylonische Samenzwering, daarnaast is er weinig informatie te vinden. Megacles (I) heeft een zoon, Alkmeon (ook wel Alkmaion, Alcmeon).

### Rol in het neerslaan van de Kylonische Samenzwering
Vermoedelijk in het jaar 632 v.Chr. vindt in Athene een coup plaats. Deze coup wordt geleid door Cylon, volgens Thucydides een jonge Olympische winnaar van nobele Atheense afkomst, die zijn zinnen had gezet op alleenheerschappij te Athene als tiran. Nadat Cylon het orakel van Delphi geconsulteerd had, dat hem het advies gaf om op het feest van Zeus de stad te grijpen (Aristophanes, Hippeis), bestormde Cylon samen met zijn volgelingen de Akropolis.
Megacles (I) was als archon eponymos aanvoerder van de negen archonten te Athene. De archonten probeerden de coup tegen te houden, maar de samenzweerders verscholen zich in de Akropolis, in de heilige tempel van Athena, waar ze zich als smekelingen van de godin schuil hielden. Megacles probeerde de samenzweerders ervan te overtuigen naar beneden te komen, om aan een eerlijk proces onderworpen te worden, en deze gingen in op zijn aanbod, maar maakten een gele draad vast aan het altaar, en daalden zo naar beneden. Toen ze echter de Semnai Theai gepasseerd waren, brak de draad, en dit was voor Megacles en de archonten het teken dat de godin de smekelingen verworpen had. De samenzweerders vluchtten terug naar binnen, maar de archonten probeerden hen te arresteren. Enkelen werden gestenigd, anderen werden in de tempel vermoord, weer anderen gingen bij de vrouwen van de archonten smeken.
Deze daad, door de Atheners beschouwd als heiligschennis, werd volledig tot de verantwoordelijkheid van Megacles en de Alkmaioniden gerekend. Of dit volledig de schuld van Megacles was, is onduidelijk. Thucydides zegt in zijn werk dat de schuld van de aanval lag bij "zij die de wacht hadden te Athene" (wat kan wijzen op de archonten), terwijl Herodotos de schuld enkel bij de Alkmaioniden legt. Megacles en de Alkmaioniden zelf probeerden de schuld van de aanval te verdelen, meer bepaald over de verantwoordelijke archonten, maar een speciaal proces besliste dat Megacles en zijn nabestaanden vervloekt werden (ze werden enageis, vervloekten), de levenden werden uit de stad verbannen, en de beenderen van de doden werden uitgegraven en buiten de stad gebracht.

### Gevolgen van de vloek
De gevolgen van de vloek waren niet te overschatten voor de Alkmaioniden. De familie slaagde er onder Alkmaion, zoon van Megacles (I) wel in om terug te komen in Athene door de rol die Alkmaion speelde in de Eerste Heilige Oorlog om Delphi, maar de vloek werd nooit opgeheven. Later zou de familie nog meermaals aangeklaagd en verbannen worden, en de vloek was nog steeds een sterk argument daartoe.